# Jancarlos
Jancarlos de Oliveira Barros, mais conhecido apenas como Jancarlos (Natividade, 15 de agosto de 1983 — Petrópolis, 22 de novembro de 2013), foi um futebolista brasileiro que atuou como lateral-direito.

## Carreira

### Fluminense e Juventude
Revelado pelo Fluminense, Jancarlos alternou bons e maus momentos com a camisa tricolor. Ganhou o título do Campeonato Carioca de 2002. Deixou o clube em 2004, quando foi atuar pelo Juventude.

### Caxias
No primeiro semestre de 2005 atuou no campeonato gaúcho pelo Esporte Clube Juventude, após o término se transferiu para o Clube Atlético Paranaense.

### Atlético Paranaense
Em 2005, chegou ao clube onde obteria maior destaque, o Atlético-PR. Logo em seu primeiro ano, ajudou o clube a ser campeão paranaense e vice da Libertadores. Suas assistências, gols e velocidade eram suas principais marcas pelo rubro-negro.

### São Paulo
Por tais características, o São Paulo contratou o lateral em 2008 para ser titular. Entretanto, Jancarlos não obteve sua regularidade no começo e acabou a temporada sendo terceira opção de Muricy Ramalho, atrás de Zé Luís e Joílson.

### Cruzeiro
No ano seguinte, com a necessidade de ter mais um lateral, o Cruzeiro contratou Jancarlos. Com a camiseta celeste, Jancarlos não obteve a titularidade, cedendo à concorrência de Jonathan, no time que chegou à final da Copa Libertadores da América de 2009. Ao final da temporada, o jogador foi dispensado pelo clube, já que o seu trabalho não agradou ao técnico Adilson Batista.

### Botafogo
No dia 28 de janeiro de 2010, Jancarlos acertou contrato de dois anos com o Botafogo, em seu retorno ao Rio de Janeiro. Depois de pouco atuar pelo alvinegro carioca, o jogador foi emprestado ao Bahia até o fim de 2010.

### Bahia
A maior carência do time do Bahia no ano de 2010 era a lateral-direita. Sete jogadores passaram pela posição, e nada acrescentaram ao time. Com isso, a diretoria tricolor, ao anunciar o empréstimo de Jancarlos, conseguiu cobrir a maior deficiência que existia, e que atrapalhava a evolução Tricolor na Série B de 2010. No dia 16 de outubro de 2010, porém, o jogador recebeu uma violenta entrada do atleta Jeff Silva, do Náutico, e acabou rompendo o ligamento cruzado anterior do joelho direito, ficando afastado do futebol por 6 meses.

### Ituano
Em 2012 acertou com o Ituano para a disputa do Paulistão.

### America-RJ
Ainda em 2012 acertou com o America para a disputa da Copa Rio.

### Volta Redonda
Depois, acertou com o Volta Redonda para a disputa do Estadual de 2013.

### Rio Branco-ES
O último clube que o jogador defendeu na vida foi o Rio Branco-ES.

## Morte
Morreu em 22 de novembro de 2013, após sofrer um acidente de carro em Itaipava, região serrana do Rio de Janeiro. O veículo em que estava despencou de uma ribanceira, o jogador foi socorrido mas não resistiu aos ferimentos e morreu a caminho do hospital. Jancarlos viajava pelo interior do Rio de Janeiro para fechar com o Duque de Caxias. Desta forma, voltaria a atuar pelo Campeonato Carioca.

## Títulos
Fluminense
- Campeonato Carioca: 2002

Atlético Paranaense
- Campeonato Paranaense: 2005

São Paulo
- Campeonato Brasileiro: 2008

Cruzeiro
- Campeonato Mineiro: 2009
- Torneo de Verano: 2009

Botafogo
- Campeonato Carioca: 2010

Seleção Brasileira Sub-20
- Torneio da Malásia: 2003

### Outras conquistas
Botafogo
- Taça Guanabara: 2010
- Taça Rio: 2010